# Hart (Michigan)
Pour les articles homonymes, voir Hart.
Hart est une ville située dans l’État américain du Michigan. Elle est le siège du comté d'Oceana. Selon le recensement de 2000, sa population est de 1 950 habitants.